# 奥方
奥方（おくがた）
1. 奥方（おくがた）とは、家の奥の間を指す。
2. また、貴人の妻を指す尊敬語（奥の間に住むことに由来する）。奥方様[1]。